# Matt Mitrione
Matthew Steven Mitrione, né le 15 juillet 1978 à Springfield dans l'Illinois, est un pratiquant américain d'arts martiaux mixtes (MMA) et un ancien joueur professionnel de football américain.
En 2009, il participe à la 10e saison de la série télévisée The Ultimate Fighter dédiée aux poids lourds et évolue actuellement dans cette division au sein du Bellator.

## Biographie
Mitrione est formé à la Lutte à l'académie de Chris Lytle dans l'Indiana.
Mitrione a deux fils et une fille. Le couple a eu son troisième enfant en novembre 2010. Mitrione a joué en défense pour l'équipe de football de l'Université Purdue de 1998 à 2001,,.
Matt Mitrione a participé à plusieurs combats hors UFC, dans la région de Toronto, notamment contre Sean Pierson (en), Mark Hominick (en) et Sam Stout.
Mitrione débute à l'UFC lors de l'émission de téléréalité sur l'UFC "The Ultimate Fighter", où son surnom de "Meathead" lui est donné par son entraîneur Rashad Evans. Mitrione a combattu et vaincu Scott Junk par décision, et est passé en quarts de finale. Mitrione lutte et est éliminé par son coéquipier James McSweeney (en) en quarts de finale, perdant par Guillotine.
Mitrione a fait ses débuts en MMA professionnel dans la catégorie poids lourds et bat Marcus Jones (en) par KO. Mitrione bat Kimbo Slice à l'UFC 113 à Montréal.
Mitrione bat Joey Beltran (en) le 25 septembre 2010 à UFC 119. Il a gagné le combat par décision unanime (29-28, 29-28, 29-28). Mitrione bat Tim La Haye le 22 janvier 2011 par KO au premier tour. Il a été mentionné lors de l'entrevue d'après-combat que Mitrione avait cassé sa main gauche et, plus tard, a confirmé qu'il s'est blessé le second métacarpien de la main gauche. Mitrione bat Christian Morecraft le 26 juin 2011 à UFC version 4, Mitrione a dominé le premier round et a mis un terme au combat par KO à 4:28 du round 2.
Mitrione subit sa première défaite professionnelle en MMA contre Cheick Kongo par décision unanime le 29 octobre 2011 à UFC 137. Sa deuxième défaite survient dès son combat suivant, contre Roy Nelson.
Le 24 juin 2017, Mitrione bat Fedor Emelianenko par KO lors du Bellator 180.

## Palmarès en arts martiaux mixtes
| 23 combats     | 13 victoires | 9 défaites |
| Par KO         | 11           | 5          |
| Par soumission | 0            | 2          |
| Sur décision   | 2            | 2          |
| Sans décision  | 1            | 1          |

| Résultat   | Record   | Adversaire          | Méthode                                             | Événement                                                | Date              | Round | Temps | Lieu                                    | Notes                    |
| ---------- | -------- | ------------------- | --------------------------------------------------- | -------------------------------------------------------- | ----------------- | ----- | ----- | --------------------------------------- | ------------------------ |
| Défaite    | 13-9 (1) | Tyrell Fortune      | TKO (soumission aux poings)                         | Bellator 262 - Velasquez vs. Kielholtz                   | 16 juillet 2021   | 1     | 1:45  | Uncasville, Connecticut, États-Unis     |                          |
| Défaite    | 13-8 (1) | Tim Johnson         | TKO (coups de poing)                                | Bellator 243 - Chandler vs. Henderson 2                  | 7 août 2020       | 1     | 3:14  | Uncasville, Connecticut, États-Unis     |                          |
| Défaite    | 13-7 (1) | Sergei Kharitonov   | TKO (coups de poing)                                | Bellator 225 - Mitrione vs. Kharitonov 2                 | 24 août 2019      | 2     | 1:24  | Bridgeport, Connecticut, États-Unis     |                          |
| No contest | 13-6 (1) | Sergei Kharitonov   | No contest (coup accidentel à l'aine, par Mitrione) | Bellator 215 - Mitrione vs. Kharitonov                   | 15 février 2019   | 1     | 0:15  | Uncasville, Connecticut, États-Unis     |                          |
| Défaite    | 13-6     | Ryan Bader          | Décision unanime                                    | Bellator 207 - Mitrione vs. Bader                        | 12 octobre 2018   | 3     | 5:00  | Uncasville, Connecticut, États-Unis     |                          |
| Victoire   | 13-5     | Roy Nelson          | Décision à la majorité                              | Bellator 194 - Nelson vs. Mitrione                       | 16 février 2018   | 3     | 5:00  | Uncasville, Connecticut, États-Unis     |                          |
| Victoire   | 12-5     | Fedor Emelianenko   | TKO (coups de poing)                                | Bellator 180 - Sonnen vs. Silva                          | 24 juin 2017      | 1     | 1:14  | New York, États-Unis                    |                          |
| Victoire   | 11-5     | Oli Thompson        | TKO (coups de poing)                                | Bellator 158: Daley vs. Lima                             | 16 juillet 2016   | 2     | 4:21  | Londres, Royaume-Uni                    |                          |
| Victoire   | 10-5     | Carl Seumanutafa    | KO (coup de poing)                                  | Bellator: Dynamite 2                                     | 24 juin 2016      | 1     | 3:22  | Saint-Louis, Massachusetts, États-Unis  |                          |
| Défaite    | 9-5      | Travis Browne       | TKO (coups de poing)                                | UFC Fight Night: Dillashaw vs. Cruz                      | 17 janvier 2016   | 3     | 4:09  | Boston, Massachusetts, États-Unis       |                          |
| Défaite    | 9-4      | Ben Rothwell        | Soumission (étranglement en guillotine)             | UFC Fight Night : Boetsch vs. Henderson                  | 6 juin 2015       | 1     | 1:54  | Nouvelle-Orléans, Louisiane, États-Unis |                          |
| Victoire   | 9-3      | Gabriel Gonzaga     | TKO (coups de poing)                                | UFC on Fox: dos Santos vs. Miocic                        | 13 décembre 2014  | 1     | 1:59  | Phoenix, Arizona, États-Unis,           | Performance de la soirée |
| Victoire   | 8-3      | Derrick Lewis       | KO (coups de poing)                                 | UFC Fight Night: Jacare vs. Mousasi                      | 5 septembre 2014  | 1     | 0:41  | Ledyard, Connecticut, États-Unis        |                          |
| Victoire   | 7-3      | Shawn Jordan        | KO (coups de poing)                                 | The Ultimate Fighter China Finale                        | 1er mars 2014     | 1     | 4:59  | Macao, Chine                            | Performance de la soirée |
| Défaite    | 6-3      | Brendan Schaub      | Soumission technique (étranglement brabo)           | UFC 165: Jones vs. Gustafsson                            | 21 septembre 2013 | 1     | 4:06  | Toronto, Ontario, Canada                |                          |
| Victoire   | 6–2      | Phil De Fries       | KO (coups de poing)                                 | UFC on Fuel TV: Mousasi vs. Latifi                       | 16 avril 2013     | 1     | 0:19  | Stockholm, Suède                        |                          |
| Défaite    | 5–2      | Roy Nelson          | TKO (coups de poing)                                | The Ultimate Fighter: Team Carwin vs. Team Nelson Finale | 15 décembre 2012  | 1     | 2:58  | Las Vegas, Nevada, États-Unis           |                          |
| Défaite    | 5–1      | Cheick Kongo        | Décision unanime                                    | UFC 137: Penn vs. Diaz                                   | 29 octobre 2011   | 3     | 5:00  | Las Vegas, Nevada, États-Unis           |                          |
| Victoire   | 5–0      | Christian Morecraft | KO (coups de poing)                                 | UFC Live: Kongo vs. Barry                                | 26 juin 2011      | 2     | 4:28  | Pittsburgh, Pennsylvanie, États-Unis    |                          |
| Victoire   | 4–0      | Tim Hague           | TKO (coups de poing)                                | UFC: Fight for the Troops 2                              | 22 janvier 2011   | 1     | 2:59  | Fort Hood, Texas, États-Unis            |                          |
| Victoire   | 3–0      | Joey Beltran        | Décision unanime                                    | UFC 119: Mir vs. Cro Cop                                 | 25 septembre 2010 | 3     | 5:00  | Indianapolis, Indiana, États-Unis       | Combat de la soirée      |
| Victoire   | 2–0      | Kimbo Slice         | TKO (coups de poing)                                | UFC 113: Machida vs. Shogun 2                            | 8 mai 2010        | 2     | 4:24  | Montréal, Canada                        |                          |
| Victoire   | 1–0      | Marcus Jones        | KO (coups de poing)                                 | The Ultimate Fighter: Heavyweights Finale                | 5 décembre 2009   | 2     | 0:10  | Las Vegas, Nevada, États-Unis           |                          |